# Потидейска гробница
Потидейската гробница (на гръцки: Μακεδονικός ταφος Ποτιδαιας) е погребално съоръжение от около 300 година пр. Хр., разположено град Неа Потидея, Гърция.

## Местоположение
Потидейската македонска гробница се намира на около 4 km южно от едноименното селище на Халкидики.

## История
Македонската гробница в Потидая е открита през юни 1984 година. Датира от около 300 г. пр.н.е. и е особено важна, тъй като ни предлага ценна информация за древногръцката живопис.

## Описание
Представлява малка гробница. Фасадата ѝ, висока 4,25 m и широка 3,80 m, е проста, в дорийски стил, с два пиластъра в краищата и фронтон на върха. Три камъка блокират входа отвън, а отвътре има двукрила каменна врата от варовик. Гробницата е еднокамерна, покрита с полуцилиндричен свод с вътрешни размери 2,75 × 3 × 3,30 m. Изградена е от варовик по изоструктурна система, като всичките ѝ вътрешни повърхности, както и фасадата, са измазани с бял хоросан. Подът е застлан с варовикови плочи, а в началото на арката има цветно рисувана лента, украсена с филизи, листа и плодове от лоза и бръшлян. В гробницата са открити бронзов позлатен венец, два алабастрона, глинена фигурка и вази. Най-важната находка обаче са две изрисувани мраморни легла, които са изложени в Археологическия музей в Солун. Те са разположени под прав ъгъл едно спрямо друго в паметника и върху тях са открити костите на двама мъртви мъже. Краката на леглата са изписани с флорални мотиви в яркочервено, а основната украса на фасадата им е разположена в три успоредни зони. В първата зона отгоре (ширина 14 cm) редица полихромни полуголи и полулегнали жени и мъже. Процесията се развива в храм на открито, с олтари, фонтани, фиданка и статуя на богинята Артемида. Всички фигури са вакхански и освен Дионис могат да се разграничат богинята Афродита (която може да е и Ариадна), стар Силен, Менади и крилат Ерос. В средната и по-широката лента са изобразени пет еднакви двойки митични грифони в редица. Прави впечатление различното стилово изпълнение на тази зона, който се опитва да имитира релефни произведения на времето с използването на много и наситени цветове. В долната зона на леглата са изписани противоположни двойки животни (лъвове, бикове, пантери и други), само в контур, до растителни орнаменти и големи метални кратери. Художникът на гробницата от Потидея несъмнено е бил голям художник, който е работил с еднакъв комфорт и бързина както контурите на фигурите, така и цветовете с техните градации. Той е бил добре запознат с изкуството на перспективата, съпоставянето и засенчването.